# Mark Parsons (Fußballtrainer)
Mark Parsons (* 8. August 1986) ist ein englischer Fußballtrainer und -funktionär, der die niederländische Fußballnationalmannschaft der Frauen trainiert. Von 2013 bis 2015 war er zuvor als Trainer und Manager bei der Franchise der Washington Spirit tätig und von 2016 bis 2021 bei Portland Thorns FC.

## Karriere

### Trainer
Parsons war von 2004 bis 2010 in verschiedenen Positionen bei den FC Chelsea Ladies tätig, darunter auch zwei Jahre als Cheftrainer der Reservemannschaft Chelseas. Bis 2012 war er Trainer der weiblichen U-20 von D.C. United, die er ins 2012er Finale der Super-20 League führte, wo man jedoch den Colorado Rapids Women unterlag. Im März 2013 wurde er von der Franchise der Washington Spirit zum Trainer der Reservemannschaft ernannt und rückte am 1. Juli nach der Entlassung Mike Jordens als Cheftrainer der NWSL-Mannschaft der Spirit auf. 2014 und 2015 belegte er mit den Spirit jeweils den vierten Platz in der NWSL und erreichte somit das Play-off-Halbfinale, das jedoch beide Male gegen den Seattle Reign FC verloren ging. Ende September 2015 gab er seinen Rücktritt bekannt, und wurde wenige Tage später als neuer Cheftrainer des Portland Thorns FC vorgestellt.
Nach den Olympischen Spielen 2020, die im Juli und August 2021 ausgetragen wurden, wurde er Trainer der niederländischen Fußballnationalmannschaft der Frauen.

### Manager
Am 10. September 2013 wurde Parsons zusätzlich zu seinen Aufgaben als Trainer zum General Manager der Washington Spirit ernannt. Er folgte in dieser Position auf Chris Hummer, der wenige Tage zuvor von seinen Aufgaben zurückgetreten war.

## Erfolge
- 2017: NWSL-Meisterschaft (Portland Thorns FC)